# Károly Vekov
Károly Vekov (né le 26 septembre 1947 à Budapest et mort le 7 octobre 2020 à Debrecen) est un historien, un historien de l'art, un professeur et un homme politique roumain appartenant à la communauté magyare de Roumanie.

## Biographie
Après des études secondaires à Arad, Károly Vekov est diplômé de l'université Babeș-Bolyai de Cluj-Napoca (1971). Il commence sa carrière comme chercheur au département d'histoire ethnique de l'Institut Nicolae Iorga de 1971 à 1990. Membre du Limes Kör (hu), cercle secret d'intellectuels magyars de Roumanie opposés au régime de Ceaușescu, il participe à plusieurs débats à Bucarest (1985). Il devient à Cluj-Napoca après la révolution roumaine de 1989 le secrétaire exécutif du bureau national du parti UDMR puis conseiller (1990-1995). Il est ensuite professeur au lycée (Brassai Sámuel Líceum) de Cluj, professeur puis directeur du lycée catholique romain de Cluj (Római Katolikus Líceum) de 1995 à 2000. Il est conseiller municipal de Cluj-Napoca (2000-2004), conseiller régional du județ de Cluj et membre (UDMR) du Parlement roumain (2000-2004). Titulaire d'un doctorat en histoire de l'Institut Nicolae Iorga de Bucarest (1999), il est professeur agrégé à l'université Babeș-Bolyai en 2000.

## Domaine de recherche
Károly Vekov a étudié l'histoire médiévale byzantine et hongroise, l'histoire de la Hongrie et de la culture hongroise, l'histoire des institutions ainsi que la paléographie hongroise et latine.

## Publications
- (ro) Locul de adeverire din Alba Iulia. Secolele XIII–XVI, Cluj-Napoca, 2003
- (hu) Structuri juridico-militare şi sociale la secui în evul mediu [« Structure juridico-militaire et sociale au Moyen Âge) »], Cluj-Napoca, 2003
- (ro) Istoriografia maghiară din Transilvania în secolul al XVI-lea [« Historiographie magyare de Transylvanie au XVIe siècle) »], Cluj-Napoca, 2004
- (hu) Károly Vekov, Ernő Raffay et Mihály Takaró, A gróf emigrált, az író itthon maradt. Wass Albert igazsága [« Le comte a émigré, l'écrivain est resté au pays. La vérité d'Albert Wass »], Budapest, 2004
- (hu) Károly Vekov, Samu Benkő et Lajos Demény, Székely felkelések. 1595–1596 [« Soulèvements sicules. 1595-1596 »], Bucarest, 1978

### Sources
- (hu) Romániai magyar irodalmi lexikon, Főszerk, Dávid Gyula, Bukarest–Kolozsvár : Kriterion ; Kolozsvár : Erdélyi Múzeum-Egyesület. 2010. En ligne
- (hu) Erdélyi magyar ki kicsoda 2010, Nagyvárad : RMDSZ–BMC Kiadó, 2010. 710. o.  (ISBN 978-973-00725-6-3)